# Фрирайд (велосипед)

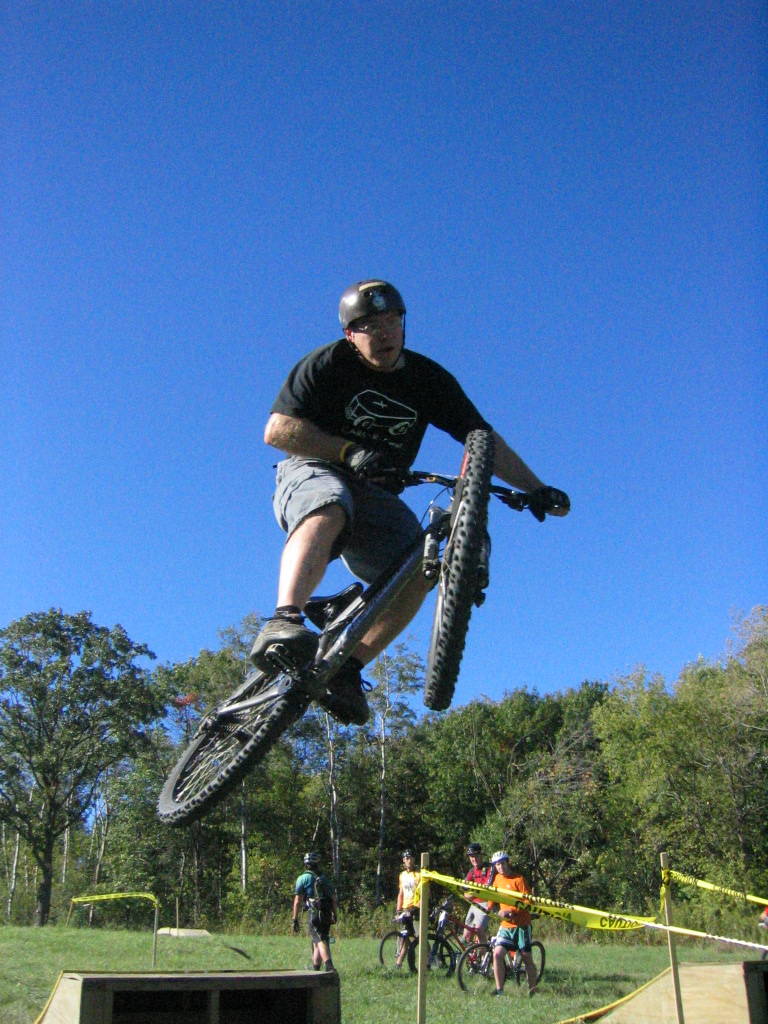
Фрирайд на велосипеді

«Фрирайд» (від англ. free ride — «вільна їзда») — стиль катання на велосипеді (а також дисципліна велоспорту), що включає їзду на велосипеді по складних, іноді штучно споруджених трасах, які використовують природні і штучні перешкоди. Успішне пересування по таких трасах вимагає спеціальної технічної підготовки і особливим чином пристосованих велосипедів (як правило, використовуються гірські велосипеди з міцною рамою, передньою і задньою підвісками великого ходу, потужними дисковими гальмами). Траси фрирайду включають подолання стрімких схилів висотою до десятків метрів, стрибки на високій швидкості, рух по вузьких звивистих стежках, прокладених по крутих схилах або по містках (для цих трас вживають спеціальну назву норд-шор).
Змагання з фрирайду фінансуються компаніями, що виробляють велосипедне й інше спортивне спорядження. Гонки в стилі фрирайд, з докладним показом всіх ризикованих трюків, є основним сюжетом численних фільмів, призначених для любителів гірського велосипеда.